# Boston-Marathon 1911
| 15. Boston-Marathon    | 15. Boston-Marathon        |
| ---------------------- | -------------------------- |
| Stadt                  | Boston, Vereinigte Staaten |
| Datum                  | 19. April 1911             |
| Distanz                | 37 – 38,5 Kilometer        |
| Sieger                 |                            |
| Männer                 | Clarence DeMar (2:21:39 h) |
| ← Boston-Marathon 1910 | Boston-Marathon 1912 →     |
| Website                | Offizielle Website         |

Der Boston-Marathon 1911 war die 15. Ausgabe der jährlich stattfindenden Laufveranstaltung in Boston, Vereinigte Staaten. Der Marathon fand am 19. April 1911 statt. Die Laufdistanz betrug zwischen 37 und 38,5 Kilometer.
Es gewann Clarence DeMar in 2:21:39 h.

## Ergebnis
| Platz | Athlet          | Land               | Zeit (h) |
| ----- | --------------- | ------------------ | -------- |
| 01    | Clarence DeMar  | Vereinigte Staaten | 2:21:39  |
| 02    | Festus Madden   | Vereinigte Staaten | 2:24:31  |
| 03    | Édouard Fabre   | Kanada             | 2:29:22  |
| 04    | Robert Fowler   | Vereinigte Staaten | 2:29:31  |
| 05    | Richard Piggott | Vereinigte Staaten | 2:30:45  |
| 06    | Daniel Sheridan | Kanada             | 2:31:44  |
| 07    | Albert Harrop   | Vereinigte Staaten | 2:32:31  |
| 08    | William Galvin  | Vereinigte Staaten | 2:33:10  |
| 09    | Mike Ryan       | Vereinigte Staaten | 2:36:15  |
| 10    | Joseph Lorden   | Vereinigte Staaten | 2:36:33  |